# David Castro Olmos
David Castro Olmos (La Paz, Bolivia; 25 de octubre de 1961) es un cantante y guitarrista boliviano de música tropical, música cumbia y mariachi,considerado el rey boliviano de la cumbia.

## Primeros años
Crisanto David Castro Olmos nació el 25 de octubre de 1961 en el barrio de San Pedro de la ciudad de La Paz, sede de gobierno de Bolivia. Es hijo de Hiliombo Castro y de Alicia Olmos. Ambos emigraron a la ciudad de La Paz. David Castro es el sexto de siete hijos del matrimonio. 
Comenzó sus estudios primarios en 1967, saliendo bachiller el año 1978 en su ciudad natal. En 1979 realizó su servicio militar obligatorio.

## Carrera artística
David Castro incursionó en el ámbito de la música en la década de 1980, inicialmente como cantante y guitarrista de mariachi. Comenzó como personal de apoyo en los Mariachi Tenampa, para luego convertirse en miembro oficial. También formó parte del Mariachi Jalisco y años después fue fundador del Mariachi Gavilán, junto a su hermano Willy Castro.   
Su gran momento de éxito fue en 1993, a sus 32 años, cuando se unió al grupo Los Brothers. Entre 1993 y 1996 dicho grupo llegó a tener un gran éxito en Bolivia así como en el extranjero, con canciones como: "De nuestro amor", "Qué bien se ve", "Amor se escribe con llanto", "Gracias por tu adiós", "Nostalgias" y "Añoranzas", esta última dedicada a los inmigrantes bolivianos. Junto con Los Brothers grabó tres discos y obtuvo varios reconocimientos.
Ya a inicios de la década de 2000, David pasó a formar parte de los grupos David Castro y la Unión y, luego, David Castro y los Wistus, aunque no tuvo tanto éxito con estas agrupaciones.  
Años después David conformó el grupo David Castro y América Brass, alcanzando varios éxitos como: "No la olvidaré", "Cariñito" y "Abrázame".
Durante toda su carrera musical, David Castro realizó giras de conciertos por varios países, como Perú, Chile, Argentina, Paraguay, Uruguay, Brasil, Estados Unidos, así como también en varios países de Europa, como Italia, España y Suecia.
El 17 de julio de 2015, David Castro realizó un concierto de despedida hacia su público, debido a graves problemas de salud en sus cuerdas vocales.
En mayo de 2020 se organizó un concurso a través de Twitter para definir cuál es la canción de cumbia más importante del repertorio boliviano, y en primer lugar salió "Añoranzas" de David Castro cuando formaba parte de Los Brothers.

## Incursión en la política
En diciembre de 2020, la agrupación política Jallalla La Paz presentó a David Castro como candidato a la alcaldía de la ciudad de La Paz.

## Vida personal
Su hija mayor Leila Castro (1987) incursionó en el ámbito artístico como locutora de radio, humorista y presentadora de televisión.
Su hijo Sergio Castro (1989) incursionó en el ámbito artístico como Cantante (2012)